# Aristolochiales
Aristolochiales is een botanische naam in de rang van orde, in de bedektzadigen: de naam is gevormd uit de familienaam Aristolochiaceae. Een orde onder deze naam wordt zo af en toe erkend door systemen voor plantentaxonomie.
Het Cronquist-systeem (1981) erkent inderdaad zo'n orde en plaatst haar in een onderklasse Magnoliidae. Aldaar had zij de volgende samenstelling:
- orde Aristolochiales
  - familie Aristolochiaceae (pijpbloemfamilie)

In het systeem van Armen Takhtajan bestaat de orde uit:
- orde Aristolochiales
  - familie Aristolochiaceae
  - familie Nepenthaceae

In het APG II-systeem (2003) bestaat een dergelijke orde niet en wordt de familie Aristolochiaceae geplaatst in de orde Piperales. De familie Nepenthaceae wordt dan geplaatst in de orde Caryophyllales.